# Friedrich Gollwitzer
Friedrich Gollwitzer född 27 april 1889 i Bullenheim nära Würzburg död 25 mars 1977 i Amberg, var en tysk militär. Gollwitzer befordrades till generalmajor i oktober  1939 och till general i infanteriet i januari 1944. Han erhöll Riddarkorset av järnkorset i februari 1943.
Gollwitzer var:
- befälhavare för 41. infanteriregementet oktober 1935 - november 1939
- befälhavare för division 193 november 1939 – februari 1940
- befälhavare för 88. infanteridivisionen februari 1940 – mars 1943
- till förfogande för överbefälhavaren mars - juni 1943
- befälhavare för LIII. armékåren juni 1943 – juni 1944
- tillfångatagen 26 juni 1944 av sovjetiska trupper nära Vitebsk i nordöstra delen av nuvarande Vitryssland ca 40 km väster om Smolensk.

Gollwitzer var i sovjetisk krigsfångenskap från juni 1944 till oktober 1955. Han fälldes 1949 för krigsförbrytelser begångna i Sovjetunionen. På 1960-talet inledde åklagarväsendet i hans hemstad Amberg en undersökning om krigsbrott begångna i Polen 1939. Det gällde summariska avrättningar av 18 påstådda polska partisaner i byn Torzeniec nära Ostrzeszów, som Gollwitzer enligt vittnesmål gav order om. Undersökningen lades dock ner efter några år.
I juli 1944 blev han som krigsfånge kommenderad att gå i främsta ledet i De besegrades parad i Moskva.